# NASL Soccer
NASL Soccer (Le Soccer de la NASL pour la version canadienne francophone) est un jeu vidéo de football développé par APh Technological Consulting et édité par Mattel Electronics, sorti en 1980 sur la console Intellivision sous licence de la North American Soccer League. Il a également été publié sous le nom Soccer notamment dans sa version Sears, et porté sur Atari 2600 par M Network sous le titre International Soccer,.

## Développement
Les illustrations du packaging sont de Jerrol Richardson.

## Héritage
Soccer est l'un des 6 titres sportifs qui devaient être intégrés dans Go for the Gold, un jeu prévu à l'occasion des Jeux olympiques d'hiver de 1984 mais finalement annulé en raison de la fermeture de Mattel Electronics.
Soccer est présent, émulé, dans la compilation Intellivision Lives! (en) sortie sur diverses plateformes.
Soccer fait partie des jeux intégrés dans la console Intellivision Flashback, sortie en 2014.
Le 12 mai 2010, Soccer est ajouté au service Game Room (en) de Microsoft, accessible sur Xbox 360 et PC.